# Panda (planta)
Panda é um género monotípico de plantas com flor pertencente à família Pandaceae da ordem Malpighiales. A única espécie que integra este género é Panda oleosa, nativa das florestas tropicais do oeste e centro da África.

## Descrição
As nozes de Panda oleosa, que são particularmente difíceis de abrir, são usadas pelos chimpanzés, que têm sido observados a percuti-las até as quebrar.
As sementes podems ser ingeridas por humanos após serem cozidas. Das sementes é extraído um óleo vegetal utilizado para cozinhar. A madeira é utilizada em carpintaria e para construção de canoas.